# Love Berrish!
Love Berrish! (ラブ・ベリッシュ!, Rabu Berisshu!) est un manga de Nana Haruta, prépublié dans le Ribon puis publié en cinq volumes reliés.

## Résumé
Yûya, 15 ans, fait sa rentrée dans un nouvel établissement. Pour la première fois de sa vie, elle sera en pensionnat. Mais à sa grande surprise, ses appartements se trouvent dans un bâtiment mixte qui n'est pas indiqué sur le plan du lycée : le Fraisier. De plus, ses nouveaux camarades ont, de prime-abord, un comportement étrange : Nagisa est bagarreur cynique, Emika est complètement déjantée et un poil obsédée, Kon l'est tout autant, Ame est d'une grande beauté mais semble très discrète, et même le chat Michel la France qui semble ne pas apprécier Yûya. Seul le beau Azusa semble "normal", c'est d'ailleurs lui qui convainc Yûya de rester au Fraisier et de dépasser les apparences.
Alors que Yûya se lie d'amitié avec ce groupe, elle se rend compte qu'il flotte une sorte de haine contre les habitants du "Fraisier" dans le lycée.
Pourquoi cette haine inexplicable ? Que vont faire nos héros face à tout cela ? 
De plus, le beau Azusa attire inexplicablement Yûya…

## Personnages
Yûya Fukushima, 15 ansAprès un déménagement, elle se retrouve en pensionnat dans ce nouveau lycée. Elle est l'héroïne de l’histoire. Yûya a perdu sa mère étant plus jeune.
Nagisa Takamasu, 15 ansGarçon bagarreur et cynique d'apparence, il est en fait très attentionné et généreux. De plus, il est beau, mais très difficile à cerner. Il est la première personne que Yûya rencontre au début de l'histoire. Il a deux petits frères jumeaux qui lui ressemble énormément (si bien que Yûya dira qu'il y a trois Nagisa) ainsi qu'une petite sœur qui est pour lui un "ange".
Chiba Azusa, 15 ansBeau, gentil, intelligent, adulé des filles malgré son appartenance au "Fraisier", dont il est d'ailleurs le représentant. Il semble parfait, à tel point que Yûya en tombe amoureuse.
Emika Mitô 15 ansUne très jolie fille énergique, extravertie et pétillante. Un peu enfantine et innocente, mais elle est toujours là pour ces amis, elle se lie d'amitié très vite avec Yûya. Dans le passé, Emika était solitaire jusqu'à que Kon se lie d'amitié avec elle.
Kon Myagi 15 ansSouvent collé à Emika (qu'on appelle Emi), il a le même tempérament qu'elle en un peu plus mesuré. Yûya semble lui faire assez vite confiance.
Ame, 15 ansCe qui frappe Yûya lors de leur première rencontre, c'est son incroyable beauté. Ame est cependant très réservée et mystérieuse. Elle se révèle pourtant une excellente amie sur qui on peut compter. Elle cache malgré tout un énorme secret ...
Michel la FranceLe chat-mascotte de la résidence ainsi baptisé par Azusa. Pour aller plus vite, il est surnommé Michou par Azusa, ou Gremlins par les autres occupants du " Fraisier ". La bestiole semble ne pas apprécier Yûya, il l'attaque à chaque fois qu'elle l'approche.